# فرايز تيودور ماغنوس
فرايز تيودور ماغنوس (بالسويدية: Thore M. Fries)‏ (و. 1832 – 1913 م) هو عالم نبات، وأستاذ جامعي، وعالم اقتصاد، وlichenologist من السويد . ولد في محافظة يونشوبينغ .
وهو عضو في الأكاديمية الملكية السويدية للعلوم .
توفي في أوبسالا .